# Sint Augustinusstichting
De Sint Augustinusstichting is een instelling voor verstandelijk gehandicapten gelegen aan de Stiemensweg te Gennep.
Nadat de nabijgelegen instelling Maria Roepaan verstandelijk gehandicapte vrouwen en meisjes opnam, pleitte men voor een soortgelijke instelling voor jongens en mannen. Hiertoe werden de leegstaande gebouwen van het voormalige sanatorium Zonlichtheide, met bijbehorend 8 ha grond, gekocht. Dit sanatorium werd gesticht in 1930 en beheerd door de Paters Augustijnen, welke daar in 1934 een kloosterkerk bouwden. Het was een buitenstichting van het in de stad gelegen Sanatorium Mariaoord. Op 28 augustus 1957 werd de oprichtingsacte ondertekend. Toevallig was dit de naamdag van de Heilige Augustinus, waardoor de stichting zijn naam verkreeg.
Door de specifieke inrichting van het sanatorium konden wooneenheden van 16 personen worden gerealiseerd, wat voor die tijd betrekkelijk kleinschalig was.
In 1997 fuseerde de Sint Augustinusstichting met Stichting Maria Roepaan tot Saamvliet en na meerdere fusies valt ze sinds 2006 onder Stichting Dichterbij.
Vanaf de jaren '90 van de 20e eeuw werden de grote instellingen afgebouwd en vervangen door kleinschaliger wooneenheden. In 2006 werd een groot deel van de terreinen van de Sint Augustinusstichting gesloten en afgestoten.